# Straszów (województwo lubuskie)
Straszów (niem. Gross Selten) – wieś w Polsce położona w województwie lubuskim, w powiecie żarskim, w gminie Przewóz. Leży w północnej części Borów Dolnośląskich.
W latach 1975–1998 miejscowość położona była w województwie zielonogórskim.
W dokumencie z 1355 nazwę osady zapisano jako "Sellintow".

## Zabytki
Do wojewódzkiego rejestru zabytków wpisane są:
- kościół obronny, w ruinie, romańsko–gotycki z końca XIII w. lub XIV wieku[6][7] prawdopodobnie z początku XIV w[8], plac kościelny otoczony jest murem z bramą o ostrołukowym przejeździe[4]. Kamienne ruiny wraz z okazałą wieżą znajdują się na wzgórzu (dawnym grodzisku) przy dawnym trakcie handlowym. Kościół wzmiankowany w 1346 roku, w czasie wojny trzydziestoletniej splądrowany, a w 1815 roku został trafiony piorunem[9].
- dwór, z początku XIX wieku, który dawniej służył jako zameczek myśliwski, nakryty dachem naczółkowym[4].